# Жареная пицца
Жареная пицца — один из видов пиццы, отличающийся технологией приготовления. Вместо обычного запекания изделие обжаривают во фритюре. Данная разновидность пиццы очень популярна в Италии и Шотландии, но по структуре обжарки они во многом отличаются.

## Италия
В Италии эта разновидность пошла из Неаполя. Приготовление происходит путём обжаривания диска, сделанного из теста, в начинку которого добавляется сыр, мясо и в некоторых случаях зелень. Жарка пиццы позволяет приготовить её без запекания, имея только плиту. Такое практикуется в уличных лавках, где печь не может быть предусмотрена технически.

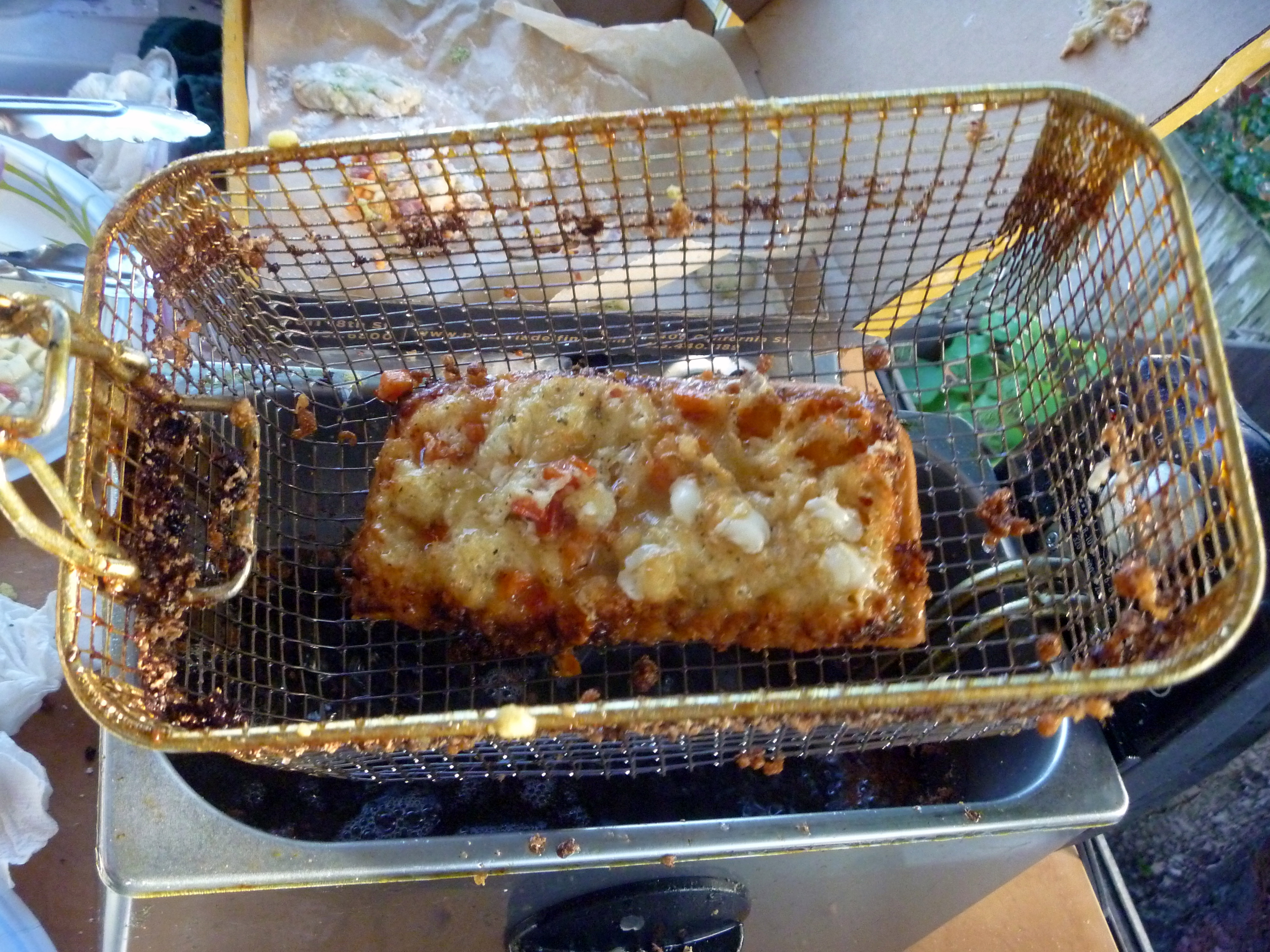
Жареная пицца

## Шотландия
Эта пицца доступна во многих магазинах в стране. Она представляет собой замороженный или уже приготовленный продукт, в который добавляется начинка. Основу изделия составляет замороженный хлеб, который обжаривают до хрустящей корочки. Это блюдо может быть подано с жареным картофелем или картофельным пюре, с солью, уксусом или коричневым соусом.
Жареная пицца очень хорошо и долго обжаривается для достижения «хрустящего» эффекта, однако определённый вид теста поджаривают не столь хорошо. В Шотландии пицца в основном подаётся с картофелем фри.